# Villenave-de-Rions
Villenave-de-Rions ist eine französische Gemeinde mit 373 Einwohnern (Stand 1. Januar 2022) im Département Gironde in der Region Nouvelle-Aquitaine. Die Gemeinde liegt im Einzugsgebiet der Stadt Bordeaux.  
Die Gemeinde gehört zum Kanton L’Entre-deux-Mers im Arrondissement Langon.

## Bevölkerungsentwicklung
| Jahr                       | 1962 | 1968 | 1975 | 1982 | 1990 | 1999 | 2010 | 2017 |
| Einwohner                  | 252  | 252  | 216  | 261  | 286  | 274  | 315  | 317  |
| Quellen: Cassini und INSEE |      |      |      |      |      |      |      |      |

## Weinbau
Villenave-de-Rions ist eine Weinbaugemeinde; die Rebflächen gehören zu den Appellationen Premières Côtes de Bordeaux und Cadillac.

## Sehenswürdigkeiten

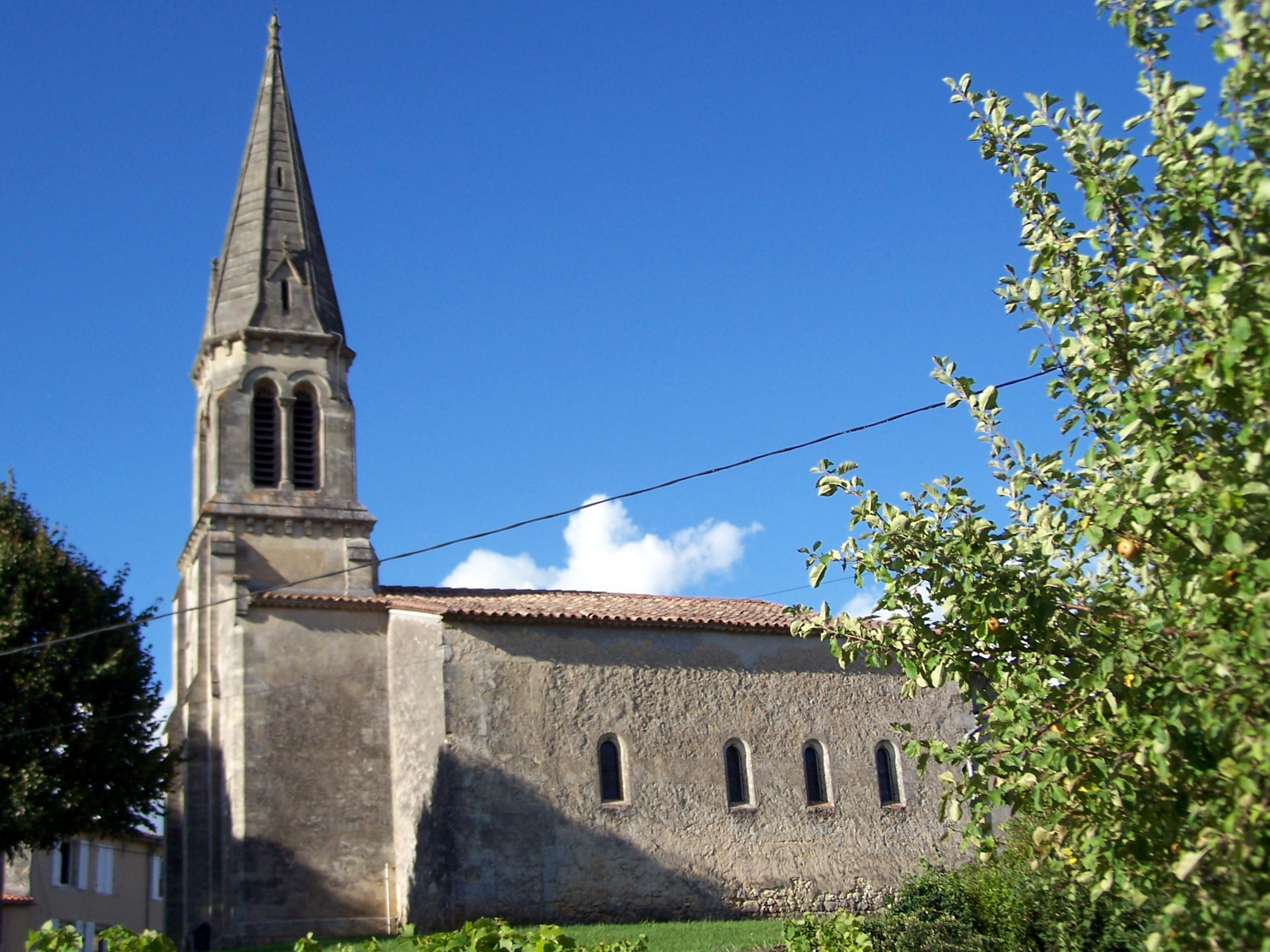
Kirche Saint-Martin

- Kirche Saint-Martin